# Ghislarengo
Ghislarengo är en ort och kommun i provinsen Vercelli i regionen Piemonte, Italien. Kommunen hade 857 invånare (2018).